# جروم پتیه
 جروم پتیه (انگلیسی: Jérôme Potier؛ زاده ۱۸ ژوئیهٔ ۱۹۶۲) یک تنیس‌باز اهل فرانسه است.